# 芬兰瑞典族人民党
芬蘭瑞典族人民党（瑞典語：Svenska folkpartiet i Finland (SFP)）是一個芬兰政党，1906年成立。
芬兰瑞典族人民党由芬兰瑞典族人组成，是一個中間偏右的社會自由主義政黨，亦是歐洲自由民主改革黨的成員，主张维护該國瑞典族居民的社会地位和权利。2024年6月起党主席為安德斯·阿德勒克罗伊茨。
芬兰瑞典族人民党于1979年－2015年及2019年起加入芬蘭的聯合政府，不論是由中間偏右或中間偏左政黨組建的聯合政府。

## 外部連結
- 官方网站 （瑞典文） （文） （英文）